# Heinrich Ludwig Buff
Heinrich Ludwig Buff (* 23. August 1828 in Siegen; † 2. Dezember 1872 in Prag) war ein deutscher Hochschullehrer und Chemiker.

## Leben
Heinrich Ludwig Buff wurde 1828 als Sohn des Oberbergrats Ludwig Carl Christian Buff geboren. Buff wurde in Siegen zum Apotheker ausgebildet, bevor er 1851 in Gießen Chemie studierte und darauf in München Liebigs, später in London nacheinander Assistent von John Stenhouse und August Wilhelm von Hofmann wurde.
Seiner ersten Untersuchung über Stickstoffeisen (1852) folgten 1855 und 1856 Abhandlungen über Schwefelcyanäthylen und die Konstitution der Kohlenwasserstoffe und ihrer Derivate: Arbeiten von Wichtigkeit, insofern die damals eben auftauchenden Ideen über Valenz und Atomlagerung in ihnen zum Ausspruch kamen. Er verwandelte Schwefelcyanäthylen in Disulfätholsäure, erkannte die Bivalenz des Radikals Aethylen und suchte vergeblich den entsprechenden Alkohol zu gewinnen.
1859 gründete er in Osnabrück eine Stearinfabrik unter großen Schwierigkeiten, so dass er gezwungen war 1861 die Fabrik wiederum zu schließen. Im Sommer 1863 arbeitete er in Krauts Laboratorium der polytechnischen Schule zu Hannover und hielt dort Vorlesungen. Buff promovierte in Göttingen im Jahre 1863 mit einer Dissertation über die Fette und Fabrikation der Fettsäuren und des Glycerins und habilitierte sich an derselben Universität als Privatdozent.
1867 hielt er Vorlesungen am Gewerbemuseum und wurde später Assistent Hofmanns am Universitätslaboratorium. Im Herbst 1869 wurde ihm eine Professur in Prag zu Teil, welche nur zwei Jahre später durch Krankheit und Tod unterbrochen wurde.
Die Mehrzahl der während seiner zweiten wissenschaftlichen Periode veröffentlichten Arbeiten beschäftigte sich mit der Idee, dass die Atome vieler Elemente eine wechselnde Valenz betätigen können. Mit diesem Wechsel, so versuchte er nachzuweisen, trete eine Veränderung in der Raumerfüllung ein und damit die Bewegung der Moleküle, welche alle chemischen Umsetzungen, den ganzen Kreislauf des Werdens und Vergehens, veranlasst. Die Arbeiten erschienen meist in den Annalen der Chemie und den Berichten der Deutschen chemischen Gesellschaft.

## Werke
- Heinrich Ludwig Buff: Ein Blick auf die Geschichte der Chemie. Erlangen: Enke 1866, urn:nbn:de:bvb:12-bsb10072114-5.
- Heinrich Ludwig Buff: Grundlehren der theoretischen Chemie und Beziehungen zwischen den chemischen und physikalischen Eigenschaften der Körper. Erlangen: Enke 1866, urn:nbn:de:bvb:12-bsb10072113-0.
- Heinrich Ludwig Buff: Kurzes Lehrbuch der anorganischen Chemie, entsprechend den neueren Ansichten. Erlangen: Enke 1868, urn:nbn:de:bvb:12-bsb10072115-1.
- Heinrich Ludwig Buff: Ueber das Studium der Chemie. Dümmler, Berlin 1868.